# Стругурени (Бистрица-Насауд)
Стругурени (рум. Strugureni) насеље је у Румунији у округу Бистрица-Насауд у општини Киокиш. Oпштина се налази на надморској висини од 341 m.

## Становништво
Према подацима из 2002. године у насељу је живело 241 становника.

### Попис2002.
| Расподела становништва по националности 2002.‍ | Расподела становништва по националности 2002.‍ | Расподела становништва по националности 2002.‍ | Расподела становништва по националности 2002.‍ | Расподела становништва по националности 2002.‍ |
| --------------------------------------------- | --------------------------------------------- | --------------------------------------------- | --------------------------------------------- | --------------------------------------------- |
|                                               |                                               |                                               |                                               |                                               |
| Румуни                                        | Румуни                                        |                                               | 13                                            | 5,4%                                          |
| Мађари                                        | Мађари                                        |                                               | 228                                           | 94,6%                                         |